# Iven Knutzen

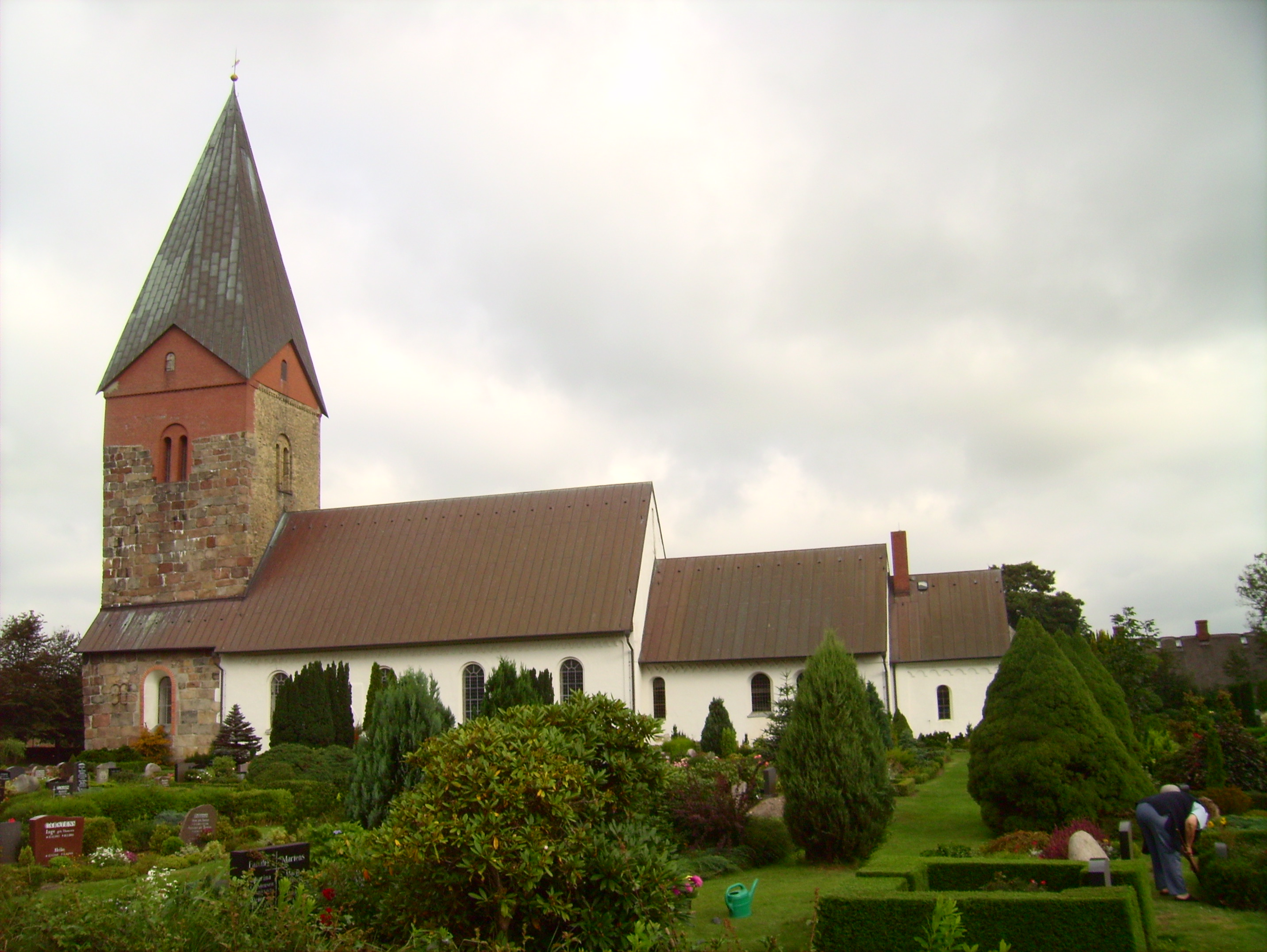
Kirche St. Marien in Hattstedt aus dem 13. Jahrhundert

Iven Knutzen (auch Ifen, Iwen, Iven, Jven, auch Cnutsen, Knudsen; * 1531 oder 1532; † 3. Juli 1612 in Husum) war Bauer, Chronist und Kartograph.

## Leben
Knutzen lebte vermutlich als selbstständiger Bauer auf dem nach ihm benannten Ibenshof in Wobbenbüll, das zum Kirchspiel Hattstedt gehörte. Im Alter zog er anscheinend zu seiner Tochter Catharina Oselings in die Husumer Neustadt, wo er 1612 verstarb. Begraben wurde er in der Marienkirche in Hattstedt.
Nach Peter Sax war er Landmann, was die Vermutung unterstützt, dass er recht wohlhabend gewesen sein muss, denn er gehörte zu denjenigen, die 1584 die Erneuerung der Hattstedter Kirche trugen und ein Legat von 30 Mark Lübsch stifteten. Nach der Übersetzung von Gehrt von Rinteln bezeichnete er sich selbst „als einem Hausmanne (der in der Wohlredenheit nicht studiret und geübet)“.
Seine Korte Vortekinge – Kurze Anzeige, zu welcher Zeit Eiderstädt mit denen von der Geest und der Landschaft Stapelholm landfest geworden, und zu welcher Zeit die neuen Koege, zwischen den Geestleuten und Eiderstädt eingedeicht sind, ingleichen auch, was es mit den alten Koegen, als der Wisch, Rantrummer, Milstädter, Rademister, Padelecker, Siemensberger, und Lundenberger Koegen, von alters her vor eine Beschaffenheit gehabt, und wie dieselben zu der itzigen Lage gekommen sind, beschreibt schon mit ihrem langen Titel den behandelten Inhalt. Die Handschrift ist mit 12. Oktober 1588 datiert. Seine Ansicht, dass die reichen Köge ein Geschenk Gottes sein und die regelmäßig wiederkehrenden Sturmfluten eine göttliche Strafe für den Hochmut der Bewohner entsprach der damals üblichen Weltsicht und ist auch von Anton Heimreich aufgenommen worden.
Die Chronik der Olde denckwerdige Geschichten, so sick in dem berömten Lande Eyderstede, Lundenberger Harde und Nordstrand thogedragen, wurde von Meves Ovens in Witzwort und drei Predigern in Husum (Jacob Sax, Peter Danckwerth und Martin Holmer) fortgesetzt und ist nur in deren Bearbeitung erhalten geblieben.

## Werke
- Knutzen, Ifen: Beschreibung, wie Eiderstedt mit der Geest landfest geworden (Handschrift), auf: uni-kiel.de, abgerufen am 9. Oktober 2015
- Knutzen, Iven: Kurze Anzeige, zu welcher Zeit Eiderstädt mit denen von der Geest und der Landschaft Stapelholm landfest geworden, und ... in: Johann Friedrich Camerer: Vermischte historisch-politische Nachrichten in Briefen von einigen merkwürdigen Gegenden der Herzogthümer Schleßwig und Hollstein, ihrer natürlichen Geschichte und anderen seltenen Alterthümern, gesammlet von Johann Friedrich Camerer, Zweyter Theil, Flensburg und Leipzig, bey Johann Christoph Korte, 1762 und in Altona im Kortenschen Bücherlager, S. 428ff
- Etliche olde denckwerdige Geschichten, so sick in dem berömten Lande Eyderstede, Lundenberger Harde und Nordstrand thogedragen
- Älteste bekannte Darstellung der Gegend um Husum, in: Röhr, Hanswerner: Husum wurde erstmals 1252 erwähnt, S. 2, Berichte und Geschichte aus Husum und Umgebung, auf: husum-berichte.de, abgerufen am 9. Oktober 2015